# سلمان فارس جابر
سلمان فارس جابر (1910 - 5 سبتمبر 1983) صحفي ومدرس وشاعر لبناني.
من بلدة البنية في قضاء عاليه، قضى طفولته الباكرة دون تعلم حتى انتهت الحرب العالمية الأولى، فدخل المدرسة عام 1919. تلقى علومه الأولى في مدرسة قريته، ثم التحق بالمدرسة الداودية وبقي فيها أربع سنوات يتلقى تعليمًا حديثًا. انقطع عن الدراسة فمارس مهنًا صغيرة متعددة حتى افتتح مدرسة في قريته عام 1931 وتولى إدارتها بنفسه، ثم تولى إدارة جريدة الصفاء عام 1932. انتقل إلى بيروت وانخرط في العمل الصحفي فأصدر وحرر وراسل عددًا من الصحف مثل: جريدتي النداء والجامعة العربية، وفي عام 1942 انتقل إلى جبل الدروز وحرر جريدة الجبل، كما شارك في تحرير جريدة الصفاء في عهد كمال جنبلاط. عاد إلى لبنان في 1957 واشتغل بالتدريس حتى عام 1967، ثم اشتغل محققًا للكتب ومدققًا لغويًا في مكتبة لبنان، وبعد اشتعال الحرب الأهلية عاد إلى قريته واستقر فيها. تعرض للاعتقال عام 1956، وكان قد تعرض لمحاولة الاغتيال عام 1947، وفي عام 1935 ذهب إلى فلسطين متعاطفًا مع قضية شعبها فأنشأ فيها عددًا من المشاريع الثقافية والعلمية، وفي عام 1962 تولى رئاسة بلدية قريته، وفي 5 أيلول 1983، وأثناء الحرب الأهلية تعرضت قريته لهجوم طائفي، وقتل مع نفر قليل ممن آثروا البقاء في القرية والدفاع عنها.

## سيرته
ولد سلمان بن فارس جابر سنة 1910 في البنية في قضاء عاليه وبدأ يتعلم في مدرسة القرية، ثم في المدرسة الداودية حيث بقي أربع سنوات، ثم تركها لخلافه مع أحد المعلمين، ولم يوافق والده على‌ إعادته إلى المدرسة بعدئذ، فانصرف إلى الدرس على نفسه في ساعات الفراغ. وكان يتردد إلى أمين آل ناصر الدين كلما سنحت الفرصة فيكتسب من علمه ومن تشجيعه لما رآه فيه من نجابة. وفي سنة 1931 أنشأ مدرسة في القرية أحرز فيها نجاحاً شجعه على السعي إلى الأفضل والاستمرار في طلب العلم، فالتحق بجريدة الصفاء، وفي الوقت نفسه كان رئيساً للجمعية الخيرية في البلدة. وفي سنة 1932 ترك المدرسة وانقطع للعمل في جريدة الصفاء، فألفى نفسه مع الوقت يتقن العربية وهو يعرف إلى جانبها اللغة الإنجليزية التي ما انفك على تواصل معها. 

نزل إلى بيروت واشتغل في تحرير جريدة النداء ومراسلة بعض الصحف في الشام وفلسطين، وفي سنة 1935 ذهب إلى فلسطين وعمل في صحيفة الجامعة العربية، وراسل بعض الصحف في الخارج. ثم عاد إلى بيروت في أواخر سنة 1938، فتولى التحرير في جريدة الجامعة العربية التي انتقلت إلى بيروت لكنها لم تعش أكثر من شهر واحد، فتولی بعدها تحرير الصفاء التي نقلت إلى بيروت بهمة الأستاذ محمد العريضي تصدر يومية.

وفي سنة 1942 ذهب إلى جبل الدروز للتحرير في جريدة الجبل حيث لبث قرابة خمس عشرة سنة انقطع في خلالها سنة واحدة لتحرير جريدة الصفاء في عهدة الأستاذ كمال جنبلاط في بيروت (1945-46) وعاد بعدها إلى السويداء مستأنفاً تحرير الجبل وقد تعاقد مع وزارة المعارف السورية لتدريس اللغة العربية وآدابها في مدارسها الثانوية، واستمر ذلك حتى سنة 1957.

وفي سنة 1947 تعرض لمحاولة اغتيال وأحرقت دار الجريدة، فانقطعت عن الصدور نحو الشهر. وفي سنة 1952، في حكم الشيشكلي، أبعد عن الجبل، وعندما عاد بعد سنة تقريباً بقي في الشام لتحرير جريدة الجبل التي نقلت إليها. وفي سنة 1956 اعتقل لأسباب سياسية ثم أفرج عنه بعد عشرة أيام فعاد إلى لبنان سنة 1957، وتولى التدريس في عاليه إلى جانب مراسلته بعض الصحف في المهجر والبلاد العربية وتحرير مجلة الأماني للأستاذ رفيق وهبي، واستمر في تحريرها قرابة ست سنوات، وبذلك يكون قد عمل في التدريس في سوريا ولبنان إحدى وعشرين سنة آخرها 1967 وفي الصحافة ما بين تحرير ومراسلة قرابة 36 سنة آخرها 1968 في جريدة الحديث المصور في بيروت للأستاذ نسيب أبي شقرا.

وفي سنة 1969 التحق بمكتبة لبنان في بيروت حيث عمل سبع سنوات متتابعة في التحقيق والتدقيق في مطبوعات الدار. وفي سنة 1975 انقطع عن العمل بسبب الأحداث في لبنان وعاد إلى قريته البنية ليعنى بشؤونها وكان قد انتخب رئيساً لبلديتها سنة 1962.

## اغتياله
اغتيل سلمان فارس جابر في 5 أيلول 1983 في بلدته على يد الکتائب كما ادعى محمد خليل الباشا في معجم أعلام الدروز في لبنان:«هجمت ميليشيا الكتائب اللبنانية في ركاب الإسرائيلين على بلدة البنية فهجرها أهلها قبل وصولهم إلا سلمان وابنه معين ومعهما 48 شخصاً من الشيوخ والعجزة رفضوا الهرب لأنهم مسالمون ولهم من حرمة الشيخوخة ما يشفع بهم، فذبحهم الكتائب جميعاً ولم يسمحوا للصليب الأحمر بنقل جثثهم، فبقيت مكانها إلى أن طرد الكتائب بعد نحو ستة أشهر.»

## مؤلفاته
- لمحات من أضواء على أحداث نصف قرن، 1983، وفي قسمه الأخير منتخبات من شعره. [1]